# Turridrupa cincta
Turridrupa cincta is een slakkensoort uit de familie van de Turridae. De wetenschappelijke naam van de soort werd in 1822, als Pleurotoma cincta, voor het eerst geldig gepubliceerd door Jean-Baptiste de Lamarck.

## Beschrijving
Turridrupa cincta heeft een brede schelp waarvan de lengte 20 mm bedraagt. De torenvormige schelp is convex van omtrek, licht toegespitst naar de punt toe. De windingen zijn overal omgeven door gezwollen richels. De schelp is geelbruin of roodbruin van kleur. De opening heeft dezelfde kleur.

## Verspreiding
Deze zeeslak komt voor in de Indische Oceaan voor de kust van Madagaskar, Mauritius en de Mascarenen, als ook voor de kust van Japan, de Filipijnen en Papoea-Nieuw-Guinea.